# The Mind of a Chef
The Mind of a Chef ist eine Koch-Dokumentations-Serie von PBS. Das Konzept der Serie, das Reisen und Kulinarik verbinden will und Einblicke in die Gedankenwelt und Leidenschaft außergewöhnlicher Köche gibt, wurde von Anthony Bourdain entwickelt. Jede der Staffeln folgt einem anderen Koch oder einer Gruppe Köche und zeigt deren Kochkunst und deren Philosophie.

## Produktion, Beteiligte und Veröffentlichung
Die Serie wurde von Zero Point Zero Production und WGBH für PBS produziert. Als Produzenten waren Alexandra Chaden, Gillian Brown, Nari Kye, Peter Meehan und Nicola Linge beteiligt. Die Musik komponierte Mikel Griffin, die künstlerische Leitung lag stets bei Daniel de Graaf. PBS strahlte die Serie auch in den USA aus.
Die erste Staffel hatte am 9. November 2012 Premiere und handelte von dem Koch David Chang. In der zweiten Staffel (Premiere 2013) hatten die Köche Sean Brock und April Bloomfield die Hauptrollen. Staffel 3 startete 2014 und wurde von Gabrielle Hamilton und David Kinch in den Hauptrollen gespielt. Die 5. Staffel hatte 2016 ihre Premiere und handelte von Ludo Lefebvre und entstand unter der Regie von Morgan Fallon.
Vom 13. November bis 18. Dezember 2017 folgte eine sechste Staffel. Diese wurde nicht von PBS, sondern von auf der Online-Plattform Facebook Watch veröffentlicht. Diese Staffel entstand unter der Regie von Alex Braverman und stellte den Koch Danny Bowien in den Mittelpunkt.
Die erste Staffel wurde auch in Ungarn gezeigt.

## Auszeichnungen
- 2013: James Beard Foundation Award Best Television Program[1]
- 2014: James Beard Foundation Award Best Television Program[2]
- 2014: Daytime Emmy Outstanding Culinary Program[3]